# John Baptist Tseng Chien-tsi
John Baptist Tseng Chien-tsi (Chipen, 11 de dezembro de 1942) é um clérigo taiwanês e bispo auxiliar católico romano emérito em Hualien.
João Batista Tseng Chien-tsi foi ordenado sacerdote em 21 de março de 1972.
O Papa João Paulo II nomeou-o bispo auxiliar em Hualien e bispo titular de Sululos em 22 de maio de 1998. O bispo de Hualien, Andrew Tsien Chih-ch'un, ordenou-o bispo em 29 de agosto do mesmo ano; Os co-consagradores foram Lucas Liu Hsien-tang, Bispo de Hsinchu, e Leonard Hsu Ying-fa OFM, Bispo Auxiliar de Taipei.
O Papa Francisco aceitou sua renúncia por idade em 11 de dezembro de 2017.